# Труд-Гребеник
Труд-Гребе́ник — село в Україні, у Степанівській сільській громаді Роздільнянського району Одеської області. Населення відсутнє.
Станом на 1 вересня 1946 року село у складі Бугайської сільської Ради.

## Населення
Згідно з переписом УРСР 1989 року чисельність наявного населення села становила 42 особи, з яких 17 чоловіків та 25 жінок.
За переписом населення України 2001 року в селі мешкало 13 осіб.

### Мова
Розподіл населення за рідною мовою за даними перепису 2001 року:
| Мова       | Відсоток |
| ---------- | -------- |
| українська | 53,85 %  |
| російська  | 38,46 %  |
| гагаузька  | 7,69 %   |